# Subaerisch
Als subaerisch (griech. unter der Luft) oder subärisch werden in den Geowissenschaften Prozesse oder Bildungen an der Erdoberfläche bezeichnet, die an freier Luft auftreten.
In der Vulkanologie werden beispielsweise subaerische Lavaströme von jenen unterschieden, die unter Wasser (subaquatisch) oder unter Gletschern (subglazial) austreten. Sie haben z. B. ein anderes Strömungsverhalten und oxidieren meist rötlich.
Wenn vulkanische Asche in die Luft ausgestoßen wird, erfolgt ihre Ablagerung zunächst locker, aber von Wind und Hangneigung beeinflusst. Unter Wasser (submarin) verdichtet sie sich hingegen mit dem Meeressediment zu einem Tuffit-artigen Gestein.